# Hummel (Instrument)

Friesische Hummel mit halbflaschenförmigem Korpus

Die  Hummel, auch Hommel, ist ein zu den Kastenzithern, genauer zur Familie der Bordunzithern gehörendes Saiteninstrument, bei dem die Melodiesaiten mit den Fingern der linken Hand oder einem Spielstab auf einem Griffbrett mit Bünden niedergedrückt werden, während die rechte Hand ein Plektrum (ein Plättchen oder einen Federkiel) über die Melodie- und Bordunsaiten zieht. Das Mitschwingen der Bordunsaiten erinnert an das Summen von Hummeln; das französische Wort bourdon bedeutet „Hummel“. Der lautmalerische Name ist möglicherweise vom niederländischen hommelen („summen, surren“) abgeleitet. Auch eine Dudelsackart mit Bordunpfeifen, das Hümmelchen, hat seinen Namen hiervon.
Die Form der Hummel war nie festgelegt, weshalb Instrumente mit trapezförmigem, rechteckigem, violinenförmigem und halbflaschenförmigem Resonanzkörper gebaut wurden.
Die Hummel war als Volksmusikinstrument besonders in Norddeutschland verbreitet. In Holland und Nordfriesland ist sie unter der Bezeichnung Hommel seit 1508 belegt. Sie wurde mutmaßlich in den Niederlanden aus dem leiser klingendem Scheitholt und der épinette des Vosges entwickelt. In Norwegen heißt eine verwandte Bordunzither langeleik.

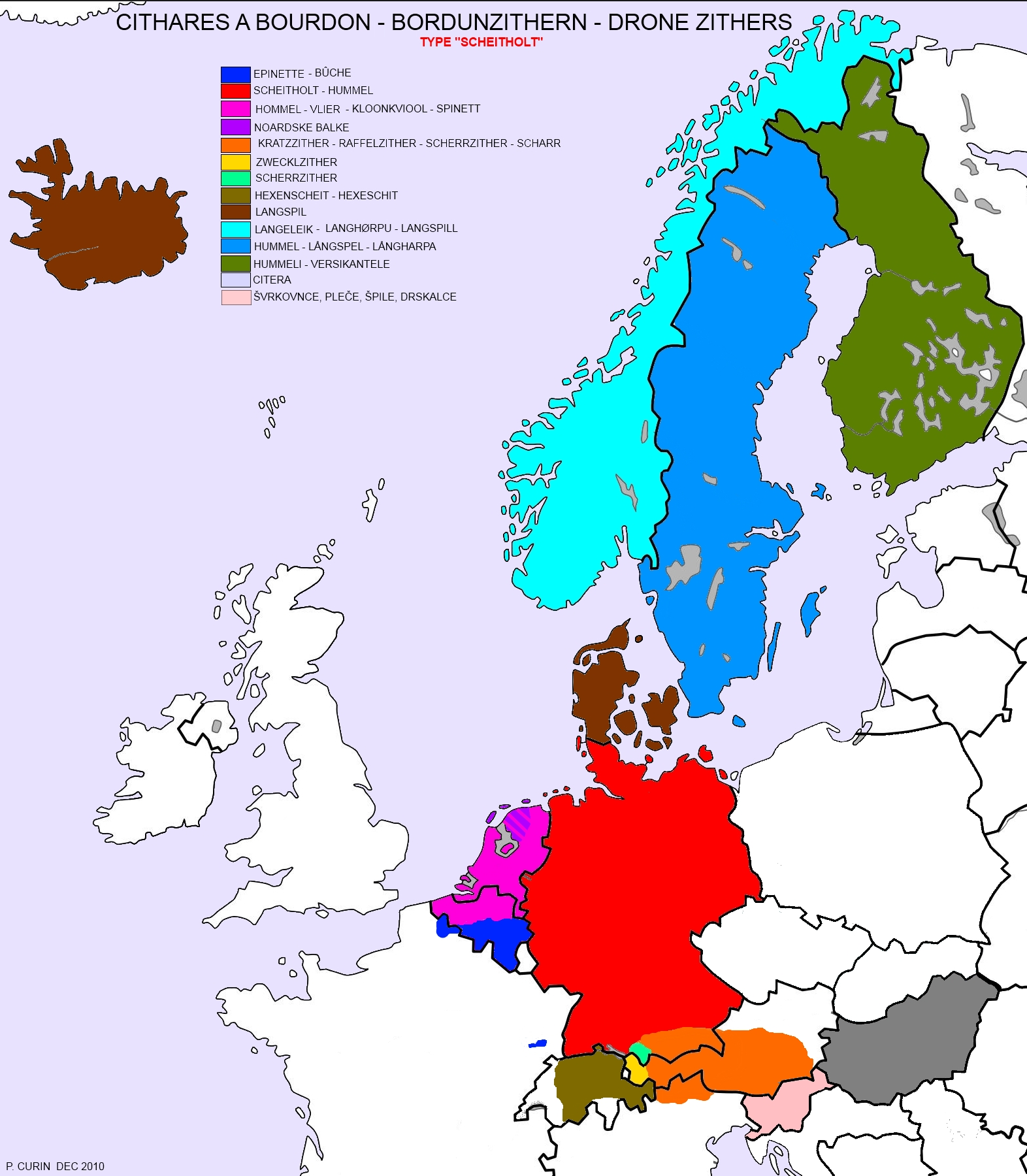
Bordunzithern in Europa vom Typ Scheitholt